# روبن توماس
روبن توماس (بالإنجليزية: Robin Thomas)‏ هو رياضياتي أمريكي، ولد في 22 أغسطس 1962 في براغ في التشيك.